# الکساندر لوکارت
الکساندر لوکارت (انگلیسی: Alexander Laukart؛ زادهٔ ۲۵ اکتبر ۱۹۹۸) بازیکن فوتبال اهل آلمان است.
از باشگاه‌هایی که در آن بازی کرده‌است می‌توان به باشگاه فوتبال هامبورگ اشاره کرد.